# Black cat white cat
Black cat white cat je soundtrack za film Emira Kusturice Crna mačka, beli mačor, a sličan je albumima Gorana Bregovića. Ime grupe za album bilo je "Bandes originales". Ukupno trajanje albuma jest 55:56.

## Popis pjesama
1. Bubamara (3:57)
2. Duj sandale (2:49)
3. Železnička stanica (inst.) (2:33)
4. Jek di Tarin BLUZ VERZIJA (3:57)
5. Daddy, Don't Ever Die On Friday (3:16)
6. Bubamara VIVALDI VERSION (inst.) (2:38)
7. Odlazi nam deda (inst.) (1:07)
8. Long Vehicle (6:01)
9. Pit bull (3:37)
10. El Bubamara pasa (inst.) (3:21)
11. Ja volim te još/Meine stadt (3:14)
12. Bubamara PANJ (inst.) (0:32)
13. Jek di Tarin (2:45)
14. Laži (inst.) (0:30)
15. Potera (inst.) (1:01)
16. Dejino kolo (inst.) (1:05)
17. Bugarsko kolo (inst.) (1:25)
18. Bubamara SUNCOKRET (inst.) (3:08)
19. Black Cat White Cat (8:52)

- Nakon pjesme "Black Cat White Cat" nalazi se cca. 3-minutna pauza nakon koje slijedi repriza pjesme "Pit bull". Ukupno trajanje s reprizom je 8:52.

## Uloge
- Bajram Severdzan (Matko Destanov)
- Florijan Ajdini (Zare Destanov)
- Sabri Sulejman (Grga Pitic)
- Miki Manojlović (pap)
- Srđan Todorović (Dadan Karambolo)
- Ljubica Adžović (Sujka)
- Branka Katić (Ida)
- Salija Ibraimova (Afrodita)